# Куета
Куета́ — упразднённый посёлок в Алтайском крае России. Входил в городской округ город Барнаул. С 2005 г. микрорайон в Индустриальном районе города Барнаула.

## Географическое положение
Расположен на западе Барнаула в Индустриальном районе города рядом с Барнаульским ленточным бором.

## Название
Основанный в 1933 году, посёлок имел аббревиатурное название КУИТУ — «Краевое управление исправительно-трудовых учреждений». Но для удобства произношения имя со временем сменилось на Куета́.

## История
В 2005 г. посёлок Куета исключён из учётных данных административно-территориального устройства Алтайского края, в связи с его фактическим слиянием с городом.

## Население
При проведении переписи 2002 г. населённый пункт не учитывался.

## Экономико-социальная сфера
В микрорайоне действуют магазины и почта, фельдшерский пункт. Микрорайон расположен в промышленной зоне города, в нём только одна улица. В непосредственной близости располагаются различные промышленные и производственные предприятия города, кроме того в микрорайоне действуют Барнаульский шпалопропиточный завод и исправительная колония ФБУ ИК 3 (УБ 14/3) строгого режима на 2080 мест. В исправительном учреждении работает Центр трудовой адаптации, включающий в себя участки металлообработки, деревообработки, изготовлению мебели, швейный и обувной участки; участки по производству строительных материалов; участок по техническому обслуживанию и ремонту автотранспортных средств; оказываются услуги по изготовлению пенополистирола; производство изделий из пластмассы; оказание услуг производственного характера физическим и юридическим лицам. До микрорайона можно добраться на общественном транспорте — автобус № 9.